# Septembre et ses dernières pensées
Septembre et ses dernières pensées è il primo album in studio del gruppo musicale Les Discrets, pubblicato nel 2010 dalla Prophecy Productions.

## Tracce
1. L'envol des corbeaux – 1:26
2. L'échappée – 4:03
3. Les Feuilles de l'olivier – 4:36
4. Song for Mountains – 5:59
5. Sur les quais – 3:03
6. Effet de nuit – 5:54
7. Septembre et ses dernières pensées – 2:29
8. Chanson d'automne – 7:40
9. Svipdagr & Freyja – 3:58
10. Une matinée d'hiver – 4:07

## Formazione
- Fursy Teyssier - voce, chitarra, basso
- Audrey Hadorn - voce
- Winterhalter - batteria